# Латишенко Михайло Дмитрович
Латишенко Михайло Дмитрович (нар. 1939) — український фізико-географ, кандидат біологічних наук, доцент Київського національного університету імені Тараса Шевченка.

## Біографія
Народився 1939 року в селі Северинівка Таращанського району Київської області. Закінчив у 1965 році біологічний факультет Київського університету. Викладав біологію, географію та хімію в середній школі. Викладав на кафедрі ботаніки біологічного факультету Київського університету. Кандидатська дисертація захищена у 1975 році. У 1985—2002 роках працював на географічному факультеті Київського університету, з 1996 доцент кафедри.

## Наукові праці
Наукові інтереси: біогеографія, геоботаніка, екологія рослин, охорона рослинного покриву, біотичні ресурси України. Автор понад 30 наукових праць. Основні праці:
1. Методичні рекомендації по збиранню рослин і виготовленню гербаріїв для студентів географічного факультету. — К., 1987.
2. Систематика вищих рослин. Лабораторний практикум. Навчальний посібник — К.: Вища школа, 1989 (у співавторстві).